# Anastacia (Album)
Anastacia ist das dritte Studioalbum der Sängerin Anastacia und erschien am 29. März 2004.

## Geschichte
Das Album wurde geschrieben und aufgenommen, als Anastacia die Diagnose Brustkrebs bekam, was sich in vielen persönlichen Songs auf der Platte widerspiegelt. In nur sechs Monaten überwand sie die Krankheit. Ab September 2003 spielte sie zusammen mit Glen Ballard (Alanis Morissette), Dallas Austin (TLC, Pink, Boyz II Men, Madonna) und David A. Stewart die ersten Stücke für die selbstbetitelte Platte ein. Das Album erreichte in Großbritannien, der Schweiz, Österreich und in Deutschland Platz eins. In Deutschland erreichte das Album Vierfach-Platin. In den USA ist das Album nie erschienen.

## Rezeption
Die Webseite Allmusic.com vergab 4,5 von 5 Sternen und wählte das Album als „Album-Pick“ aus. Matthew Chisling schrieb, die Platte sei ein „Übergangsalbum“ von der Disco-Musik zum „leidenschaftlichen Power-Pop“. Kai Kopp von Laut.de vergab 4 von 5 Sternen. Er lobte die „kraftvoll nach außen gerichtete musikalische Orientierung“.

## Titelliste
| #   | Titel                       | Länge |
| --- | --------------------------- | ----- |
| 1.  | Seasons Change              | 4:17  |
| 2.  | Left Outside Alone          | 4:17  |
| 3.  | Time                        | 3:33  |
| 4.  | Sick and Tired              | 3:30  |
| 5.  | Heavy on My Heart           | 4:26  |
| 6.  | I Do (feat. Sonny Sandoval) | 3:04  |
| 7.  | Welcome to My Truth         | 4:03  |
| 8.  | Pretty Little Dum Dum       | 4:37  |
| 9.  | Sexy Single                 | 3:52  |
| 10. | Rearview                    | 4:12  |
| 11. | Where Do I Belong           | 3:26  |
| 12. | Maybe Today                 | 5:15  |

## Verkaufszahlen und Auszeichnungen
| Land/Region                  | Auszeichnungen für Musikverkäufe (Land/Region, Auszeichnung, Verkäufe) | Verkäufe    |
| ---------------------------- | ---------------------------------------------------------------------- | ----------- |
| Australien (ARIA)            | 2× Platin                                                              | 140.000     |
| Belgien (BRMA)               | Gold                                                                   | 25.000      |
| Dänemark (IFPI)              | Platin                                                                 | 40.000      |
| Deutschland (BVMI)           | 4× Platin                                                              | 800.000     |
| Europa (IFPI)                | 3× Platin                                                              | (3.000.000) |
| Finnland (IFPI)              | Platin                                                                 | 35.089      |
| Frankreich (SNEP)            | Gold                                                                   | 100.000     |
| Griechenland (IFPI)          | Platin                                                                 | 20.000      |
| Irland (IRMA)                | 2× Platin                                                              | 30.000      |
| Italien (FIMI)               | 2× Platin                                                              | 200.000     |
| Neuseeland (RMNZ)            | Gold                                                                   | 7.500       |
| Niederlande (NVPI)           | Platin                                                                 | 80.000      |
| Norwegen (IFPI)              | Platin                                                                 | 40.000      |
| Österreich (IFPI)            | 2× Platin                                                              | 60.000      |
| Portugal (AFP)               | Gold                                                                   | 20.000      |
| Schweden (IFPI)              | Platin                                                                 | 60.000      |
| Schweiz (IFPI)               | 3× Platin                                                              | 120.000     |
| Spanien (Promusicae)         | 2× Platin                                                              | 200.000     |
| Ungarn (MAHASZ)              | Gold                                                                   | 10.000      |
| Vereinigtes Königreich (BPI) | 4× Platin                                                              | 1.200.000   |
| Insgesamt                    | 5× Gold · 30× Platin ·                                                 | 3.187.589   |

Hauptartikel: Anastacia/Auszeichnungen für Musikverkäufe